# Comtat d'Almenara
El Comtat d'Almenara fou una jurisdicció senyorial adquirida al segle xiv per la família Pròixita, i incloïa la vila d’Almenara i els pobles de la Llosa de la Plana i Xilxes, originari del Regne de Nàpols: Membres de la família han sigut Virreis, Almiralls, Generals, Governadors, Canonges, Capitans, Poetes, Majordoms Reials, Ambaixadors, Consellers Reials i Camarlencs de la Corona d'Aragó. El municipi d'Almenara ha estat lligat a aquest llinatge noble valencià.

## Senyoria d'Almenara
Almenara va pertànyer en principi, després de la conquista cristiana al patrimoni reial, però el gener de 1292 Jaume el Just la va vendre, junt amb els llocs de La Llosa, Quart i Xilxes, pel preu de 220.000 sous jaqueses, per escriptura davant de Francisco Reart, a Francesc de Pròixita, descendent de Joan de Pròixida, qui va oferir al rei Pere el Gran de València la corona de Sicília, a la que se li considerava amb dret per haver casat amb Constança de Sicília, filla de Manfred I de Sicília.
- Francesc de Pròixita (mort el 1327/28), I Senyor d'Almenara. El rei Jaume II d'Aragó, el 10 de gener de 1292, li ven la senyoria d'Almenara, per 220.000 sous jaqueses.
- Olf de Pròixita, II Senyor d'Almenara. El rei Pere IV, el 7 de febrer de 1349, per 17.000 sous li va concedir el mixt imperi d'Almenara.
- Nicolau de Pròixita (Nicolau Carrós), III Senyor d'Almenara. Un dels seus fills va ser el poeta Gilabert de Pròixita.
- Olf de Prixida i de Centelles (mort el 1425), IV Baró d'Almenara. En el seu testament de 28 d'abril de 1422, manà fer l'Hospital d'Almenara.

## Comtat d'Almenara
Sent el VII baró d'Almenara Joan de Pròixida i de Centelles, defensor decidit del papa Benet XIII d'Avinyó, a qui va traure d'Avinyó, portant-lo a Peníscola -, Alfons el Magnànim, de qui era camarlenc i consiliari, li va concedir en 1447, el títol de comte, creant-se per tant el Comtat d'Almenara.
- Joan de Pròixida i de Centelles (mort el 1449), V Senyor i I Comte d'Almenara. El rei Alfons V en 1447 li concedeix el títol de Comte sobre la Vila i l'Estat d'Almenara.
- Nicolau de Pròixita i de Calataiud, VI Senyor i II Comte d'Almenara.
- Joan Francesc de Pròixita i de Centelles, VII Baró i III Comte d'Almenara.
- Gaspar de Pròixita i de Vives Boil (mort el 1533), IV Comte d'Almenara.
- Ferran de Pròixita i de Milà (mort el 1574), V Comte d'Almenara.
- Gaspar de Pròixita i d'Aragó (mort el 1577), VI Comte d'Almenara. La comtessa, ja viuda, va fundar el Convent de Dominics el 28 de maig de 1587 i va faltar el 19 d'octubre de 1609.
- Àngela de Pròixita i de la Cerdà, VII Comtessa d'Almenara.
- Lluïsa de Pròixita i de la Cerdà, VIII Comtessa d'Almenara.
- Josep de Pròixita i Borja (mort el 1635), IX Comte d'Almenara.
- Lluís de Pròixita i Ferrer (Ferrer i Pròixita) (mort el 1662), X Comte d'Almenara.
- Josep Gaspar de Pròixita i Ferrer (mort el 1663), XI Comte d'Almenara.
- Maria Antònia Ferrer de Pròixita (morta el 1693), XII Comtessa d'Almenara.
- Lluís Ferrer Aragó d'Apiano, XIII Comte d'Almenara.
- Josep Antoni Ferrer de Pròixita i Castellví (mort el 1726), XIV Comte d'Almenara.
- Agnès Ferrer de Pròixita i Ferrer, XV Comtessa d'Almenara.
- Vicent Pasqual Zapata de Calataiud i Ferrer de Pròixita i Borja, XVI Comte d'Almenara.
- Vicent Pasqual Vázquez de Coronado i Ferrer de Pròixita, Ronquillo i Ferrer, Briceño, Zapata de Calataiud (mort el 1772), XVII Comte d'Almenara.
- Joaquim Esteban Ferrer de Pròixita i de Pinós, XVIII Comte d'Almenara.
- Francesc Ferrer Crespí de Vallduara, XIX Comte d'Almenara.
- Pere Pasqual Vives de Canyamàs i Sánchez-Muñoz, XX Comte d'Almenara.
- Ignasi d'Orbe i Vives de Canyamàs, XXI Comte d'Almenara.
- Vicent d'Orbe i Pinies, XXII i actual comte d'Almenara (viu a Sant Sebastià)